# Convento, teologado e iglesia de San Pedro Mártir
El convento, teologado e iglesia de San Pedro Mártir es un conjunto de edificios de la ciudad española de Madrid, obra del arquitecto Miguel Fisac. El elemento principal del complejo, del que ha sido incoado expediente para su declaración como bien de interés cultural, es la iglesia de San Pedro Mártir. Parte de las instalaciones están ocupadas por el colegio británico privado St. George International School.

## Historia
La redacción del proyecto por parte de Fisac se produce en 1955 y, en el mes de julio del mismo año, se colocaría la primera piedra de la iglesia de San Pedro Mártir, prolongándose la construcción entre 1955 y 1960. No obstante, su inauguración se produjo en el mes de octubre de 1958, con el traslado de 162 frailes del Convento de Soto de Santo Tomás de Ávila. La inauguración de la iglesia se produciría en el mes de diciembre del año siguiente.
Desde su fundación en ese año como Estudio General o estudiantado de la Orden de Predicadores, pasó a ser sede de los Institutos Pontificios de Filosofía y Teología “Santo Tomás”. El proyecto del Teologado de los Padres Dominicos e Iglesia de San Pedro Mártir se convirtió, según los estudiosos de su obra, en una referencia con la que se comenzó a conocer la arquitectura de Fisac en círculos no especializados. Debido a su riqueza artística, esta obra atrajo a numerosos fieles a la celebración de misas conventuales cantadas en gregoriano y a estudiantes de arquitectura con sus maestros para tomar nota de detalles artísticos y arquitectónicos, tanto de la iglesia como del convento.
Esta obra se considera clave en su producción arquitectónica, puesto que se engloba en su período de avance formal en el que plantea una relectura de la tradición, una concepción de la arquitectura como integradora de las artes y el dinamismo aplicado al espacio interior que tiene su origen en sus viajes a los países nórdicos. Como arquitecto preocupado por el lugar, la técnica y la funcionalidad, Fisac trasladó a su arquitectura el humanismo que trataba de aplicar a su propia vida personal. Creador heterodoxo, visionario y apasionado de la arquitectura, su obra se caracterizaría por la sinceridad constructiva, la expresividad de la arquitectura desde su misma esencia y la investigación tecnológica y formal, a través de su predilección por el empleo del hormigón y el ladrillo.

## Descripción general

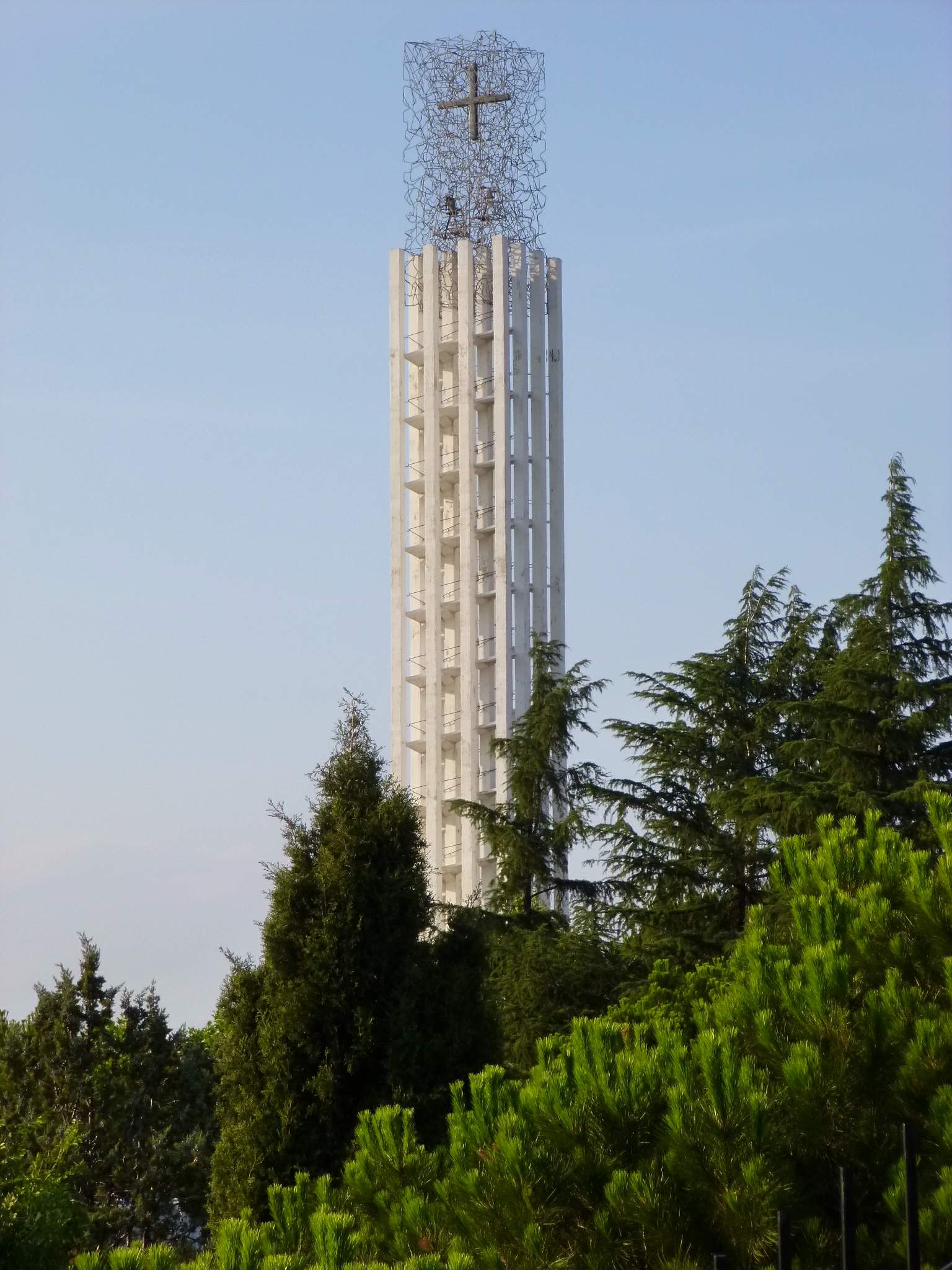
Torre del conjunto

El Convento, Teologado e Iglesia de San Pedro Mártir se emplaza en la Avenida de Burgos n° 204, vía que se halla colindante a la autopista A-1 en dirección a Burgos en su km 7-7,300. Pertenece al municipio de Madrid, en el barrio de Valdefuentes, distrito de Hortaleza. La distribución de los distintos elementos principales del proyecto viene configurada por su programa de usos en origen: la iglesia (para el rezo), los pabellones de padres dominicos y coristas (para la enseñanza), con espacios para celdas en los pisos superiores, y aulas y otros servicios complementarios al estudio en las inferiores-, y la zona de refectorio (la intendencia del convento, atendida por monjas que contaban con su propio módulo) y otros espacios complementarios para ocio y esparcimiento. En la época en que fue concebido, su emplazamiento era una amplia extensión de terreno propiedad de la Orden Dominica junto a la entonces carretera de Alcobendas, la actual A-1.

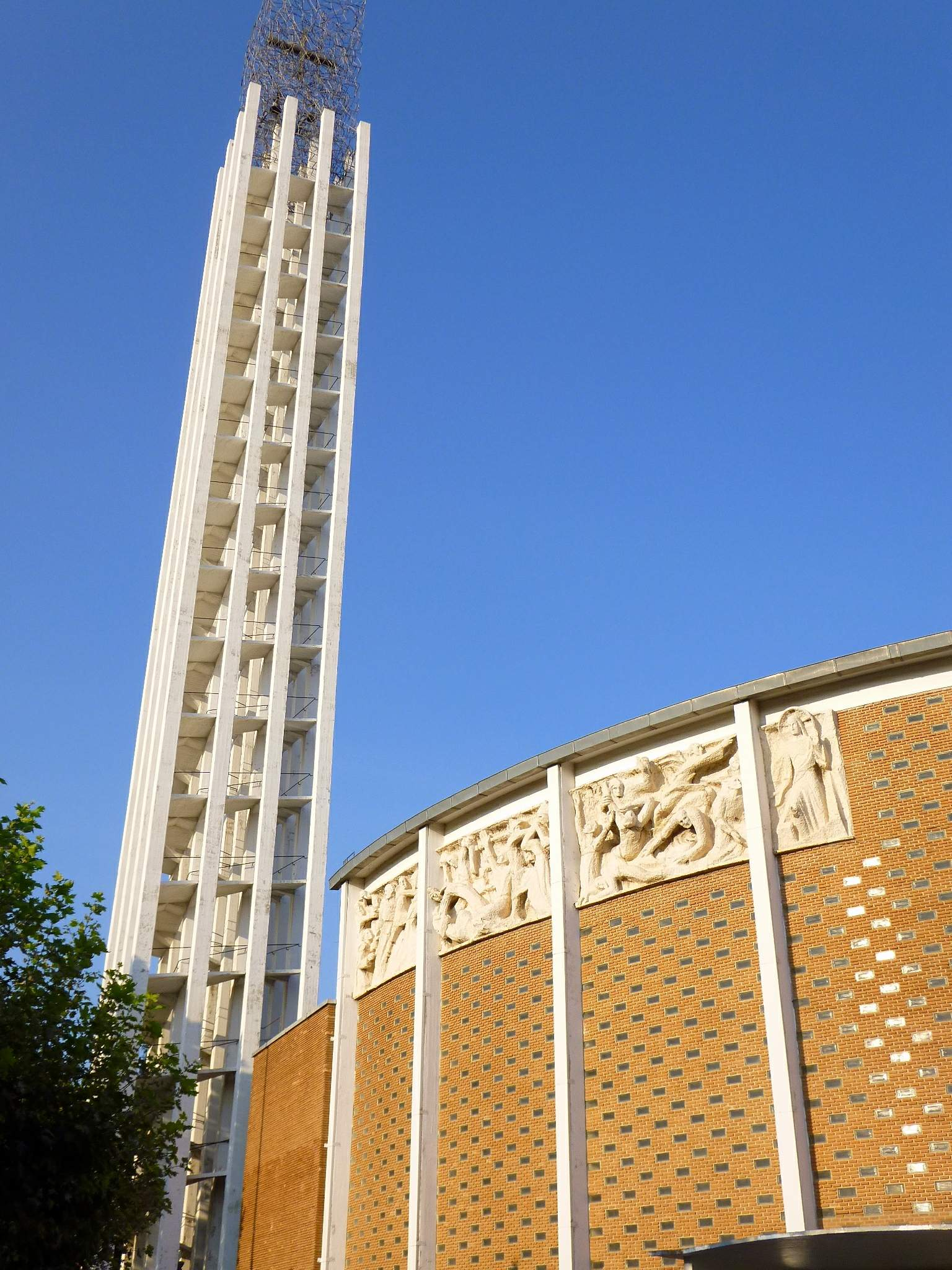
Detalle de un lateral

La pendiente de este emplazamiento hacia el arroyo de Valdebebas definió la disposición de los diferentes elementos que componen el conjunto, condicionados a la topografía. La orientación general se dispuso siguiendo una dirección noroeste-sureste siguiendo el eje perpendicular a la carretera de Alcobendas, en tres franjas principales de pabellones que varían su altura entre dos, tres y cuatro plantas, dependiendo de su posición y del descenso de la pendiente natural.
La organización de los pabellones se articuló siguiendo el criterio de desplazamiento de los tres grupos que iban a convivir en el conjunto —padres profesores, padres jóvenes y coristas—, y los tres usos principales —iglesia, refectorio y clases—, garantizando tanto una división jerárquica como las necesarias condiciones de aislamiento o independencia de los distintos grupos, así como la facilidad de desplazamiento entre los espacios. La iglesia destaca como el edificio principal, resolviendo en planta su doble uso con capacidad para 700 fieles y para un coro de 300 plazas. El enlace con los pabellones de disposición ortogonal que configuran el resto del conjunto, se realizó mediante la prolongación de una de las ramas de hipérbola de la iglesia, formando los dos tramos cerrados del claustro, que se completó con galerías cubiertas como sistema de comunicación entre pabellones.
En el claustro por el que se produce el acceso, el pabellón más cercano a la iglesia se destina a residencia de padres profesores, mientras que en paralelo al otro lado del jardín se sitúa el pabellón de padres jóvenes —estudiantes de los últimos años de teología—. Cerrando la parte suroeste de este claustro se encuentra el módulo de salón de actos. En posición perpendicular a éstos y como prolongación de la otra ala del claustro se dispone el pabellón de coristas que adopta una forma de T cerrando el flanco sureste del conjunto. Por su parte, el módulo de refectorio surge como prolongación en longitud del pabellón de padres jóvenes al que se adosan la enfermería y, perpendicularmente, el módulo de cocina y monjas. Finalmente, una torre formada por 16 pilares de hormigón enlazados por una rampa interior en ascenso hacia la coronación, se sitúa en el flanco norte de la iglesia, pero separada de la misma. Su condición de hito visual en el paisaje se ve reforzada por su coronación con una nebulosa formada por filamentos de hierro entre los que se dispone la cruz.
Debido a la escasez de vocaciones, el número de padres que habitan el conjunto es significativamente menor a la capacidad para la que había sido proyectado por el arquitecto Fisac. Por este motivo, a fecha de 2019 se había cedido un 40% de sus instalaciones aproximadamente al colegio británico privado St. George International School – Madrid. Este se aloja en los pabellones de coristas y en el refectorio —la parte este del complejo— incorporando también los jardines y pistas deportivas, así como el depósito del agua y otros elementos preexistentes. Entre sus instalaciones, cuenta con aulas especializadas de música, arte e informática, piscina, instalaciones deportivas, áreas dedicadas a los alumnos de Infantil, auditorio, laboratorios de ciencias, centro de estudio para los alumnos de Bachillerato, áreas verdes o biblioteca.

## Edificios

### Torre

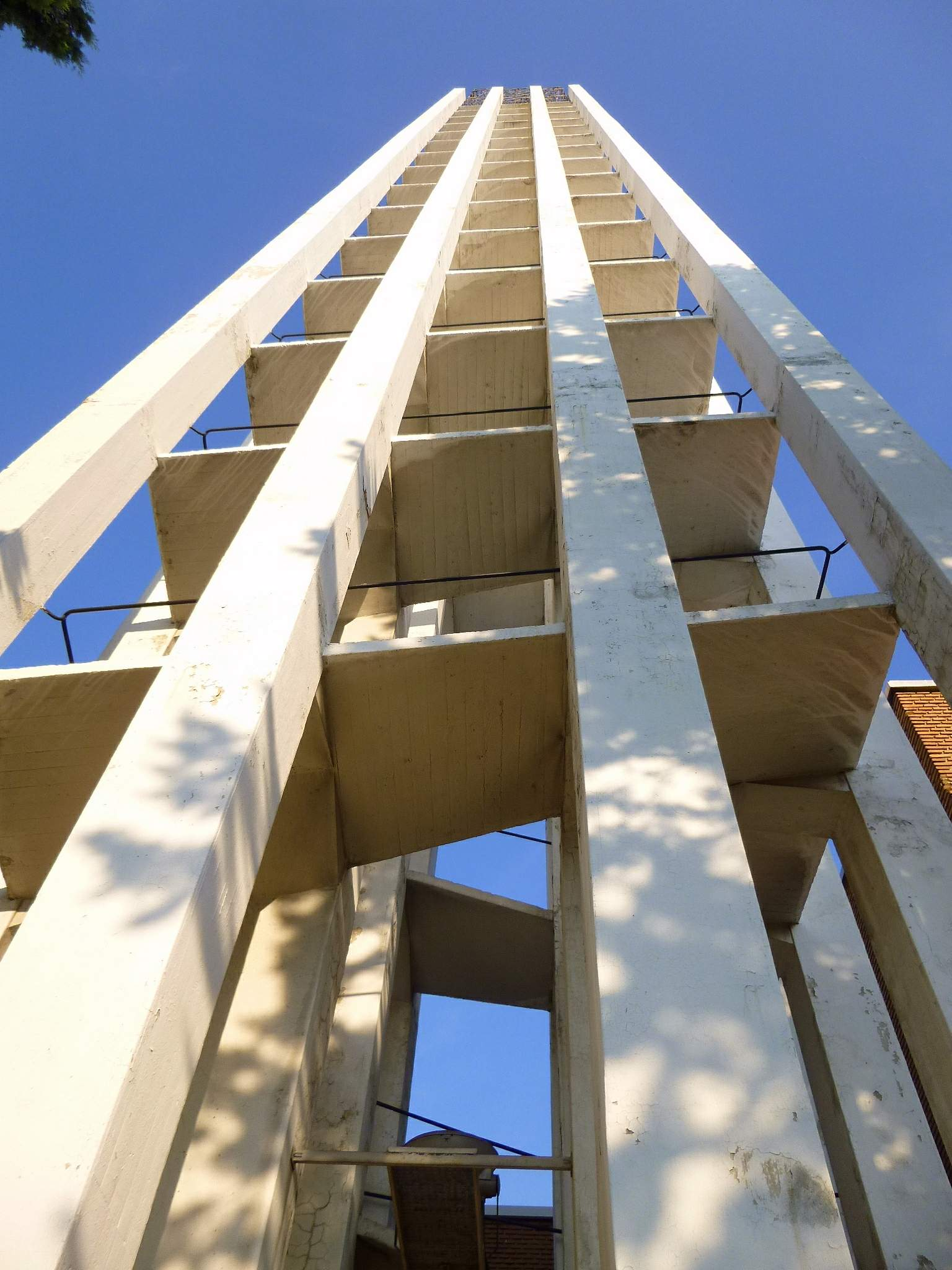
Detalle de la torre

Este elemento se configura como el hito visual en el paisaje circundante que señala la posición del conjunto. Realizada en hormigón visto, se configura mediante 16 esbeltos pilares que se unen a través de una suave rampa hacia la coronación, en la que destaca el campanario abstracto de hierro que asemeja una nebulosa metálica.

### Pabellones del Convento y Teologado de los Padres Dominicos
Conforme indica el propio Fisac, en este Teologado la iglesia es el elemento esencial, pero está integrada en un conjunto que forma una unidad inseparable para el desarrollo de la vida religiosa, en el que se han enlazado tres elementos principales: para el rezo, la iglesia; para la enseñanza, las clases, y además el refectorio, celdas, lugares de esparcimiento y deportivos.
En general, el conjunto de pabellones viene caracterizado por el empleo del ladrillo visto como cerramiento (macizo en planta baja, mientras que en las plantas superiores se sustituye por el ladrillo aligerado patentado por Fisac) y del hormigón armado como sistema estructural, que se muestra al exterior como retícula compositiva de fachada. Todas las carpinterías exteriores son metálicas, mientras que al interior presentan un acabado de madera. A diferencia de la iglesia, todos los pabellones presentan cubierta plana y se disponen en varias alturas —entre dos y cuatro plantas— en función de su posición en la pendiente natural del terreno en descenso hacia la parte oriental del complejo. Su disposición responde a la ubicación de los tres grupos que se alojan en ellos —padres profesores, padres jóvenes y coristasen su relación directa con la iglesia, pero también creando una disposición lógica de aislamiento y privacidad de estos grupos. De esta forma, el conjunto adopta una configuración ideada para que sus usuarios se crucen si verse, a través de tres espacios claustrales, en ocasiones sin cerrarse completamente hacia el entorno, y que se conectan mediante pórticos abiertos y entrelazando los distintos niveles que se adaptan a la topografía de la parcela.

### Elementos auxiliares
Como elementos auxiliares, destacan algunos edificios de servicio exentos al conjunto principal de pabellones, como el depósito de aguas, la casa de máquinas o piezas enlazadas a los pabellones principales, como el volumen destinado a garaje. En el caso del pabellón de máquinas, este se halla conectado por un túnel subterráneo a la zona de servicio suministrando calefacción, vapor, electricidad y agua a presión.
Adicionalmente, en todo el conjunto existen salas de esparcimiento, salas de comunidad, campos de juego, zonas de deportes y otras estancias al aire libre, además de un programa de usos complementario como clases de enseñanza de música, de fonética y salas de grabaciones.

## Estatus patrimonial
El 26 de abril de 2019 quedó incoada su declaración como Bien de Interés Cultural en la categoría de monumento, mediante una resolución publicada el 13 de mayo de ese mismo año en el Boletín Oficial de la Comunidad de Madrid, con la rúbrica de la directora general de Patrimonio Cultural de la Comunidad de Madrid, Paloma Sobrini Sagaseta de Ilurdoz. Fue declarado como tal el 4 de febrero de 2020 "como ejemplo del trato de la arquitectura integrada como obra de arte en su totalidad".